# Гушан, Фёдор Ефимович
Фёдop Ефимoвич Гушан (1 марта 1932 — ?) — бpигaдиp элeктpoмoнтepoв Вoстoчныx выcoкoвoльтныx элeктpoceтeй Глaвнoгo упpaвлeния энepгeтики и элeктpификaции пpи Сoвeтe Министpoв Мoлдaвcкoй ССР, Герой Социалистического Труда (04.10.1966).
Родился в селе Мерень (Мерены) Новоаненского района Молдавии. Член КПСС с 1966 года.
В 1944—1945 гг. летом работал подпаском. В 1946 году поступил на мебельную фабрику учеником столяра. В 1947—1949 гг. в школе ФЗО получил профессию электромонтёра.
Собирал и монтировал подстанции в электрическом цехе Несветай ГРЭС, затем в «Донбассэлектромонтаже» строил ТЭЦ в г. Александрия Кировоградской области, линии электропередач в Воронежской области, монтировал подстанции на высоковольтной линии к заводу «Запорожсталь».
С 1950 года работал на строительстве Дубоссарской ГЭС, тянул линию 110 кВ Кишиневская ТЭЦ — Дубоссары.
Осенью 1951 года призван в армию, служил во флоте. В 1956 году уволился в запас, вернулся на предприятие и был назначен бригадиром электромонтеров-высотников Восточных электросетей «Молдглавэнерго», участвовал в монтаже высоковольтной линии Тирасполь — Беляевка.
С 1960 года мастер службы ЛЭП.
Его бригада первая в СССР освоила работы на высоковольтных линиях без снятия напряжения, что обеспечивало бесперебойное электроснабжение потребителей во время ремонта ЛЭП.
Был автором многих рационализаторских предложение, применение которых повысило надёжность энергоснабжения и дало значительный экономический эффект.
Депутат Верховного Совета Молдавской ССР 7-го и 8-го созывов.
Герой Социалистического Труда (04.10.1966).